# Taubergrund
Als Taubergrund wird ein Teil des Naturraums Tauberland in Baden-Württemberg und Bayern bezeichnet, in dessen Gebiet sich ein Abschnitt der namengebenden Tauber befindet. Der Taubergrund weist als naturräumliche Einheit Nr. 129.3 der Haupteinheitengruppe Neckar- und Tauber-Gäuplatten vier Untergliederungseinheiten in zweiter Nachkommastelle auf: Das Mittlere Taubertal (Nr. 129.30), das Vorbachtal (Nr. 129.31), das Wittigbachtal (Nr. 129.32) und das Taubertal bei Bieberehren (Nr. 129.33).
Wegen seiner zahlreichen Bildstöcke und sonstigen Kleindenkmalen mit Marienbildern wird der Taubergrund zusammen mit dem Taubertal und dem Bauland seit den 1920er Jahren auch Madonnenland genannt.

## Naturräumliche Gliederung
Der Taubergrund ist folgender Teil des Naturraums Tauberland der Haupteinheitengruppe Neckar- und Tauber-Gäuplatten:
- (zu 12 Neckar- und Tauber-Gäuplatten)
  - 129 Tauberland
    - 129.0 Umpfer-Wachbach-Riedel
      - 129.01 Königheimer Tal

    - 129.1 Südliche Tauberplatten
    - 129.2 Freudenbacher Platte
    - 129.3 Taubergrund
      - 129.30 Mittleres Taubertal
      - 129.31 Vorbachtal
      - 129.32 Wittigbachtal
      - 129.33 Taubertal bei Bieberehren

    - 129.4 Tauberberg
      - 129.40 Unterbalbach-Röttinger Riedel
      - 129.41 Messelhäuser Hochfläche
      - 129.42 Großrinderfelder Fläche
      - 129.43 Werbach-Böttigheimer Tal